# Národní knihovna Singapuru
Národní knihovna Singapuru  (anglicky  National Library Singapore, čínsky 国家图书馆, malajsky Perpustakaan Negara, tamilsky தேசிய நூலகம்) je centrem sítě knihoven městského státu Singapur ležícího v jihovýchodní Asii na stejnojmenném ostrově a přilehlých 54 ostrůvcích u Malajského poloostrova.

## Historie Národní knihovny

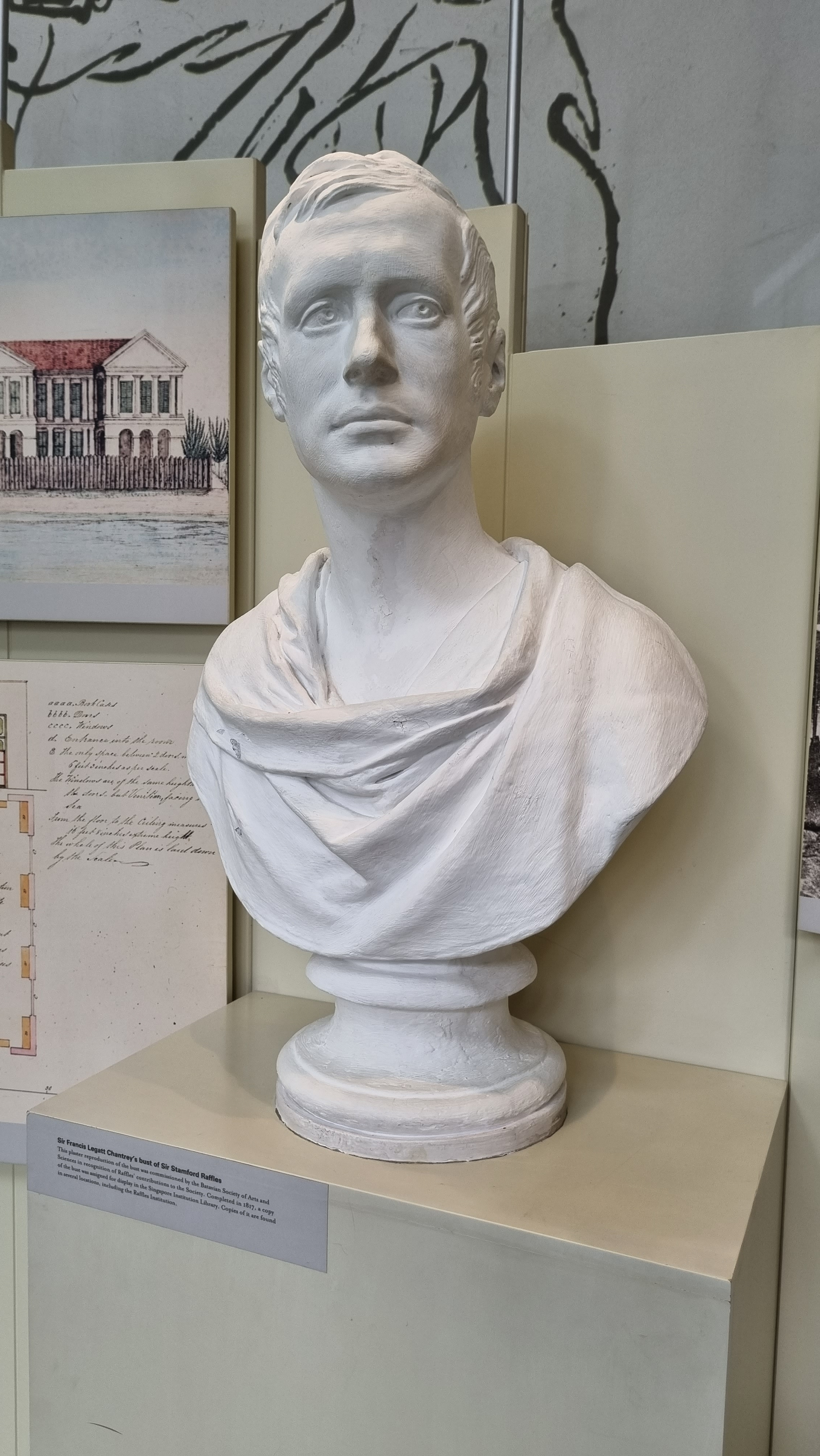
Replika busty Thomase Stamforda Rafflese z roku 1817, vystavena v Národní knihovně

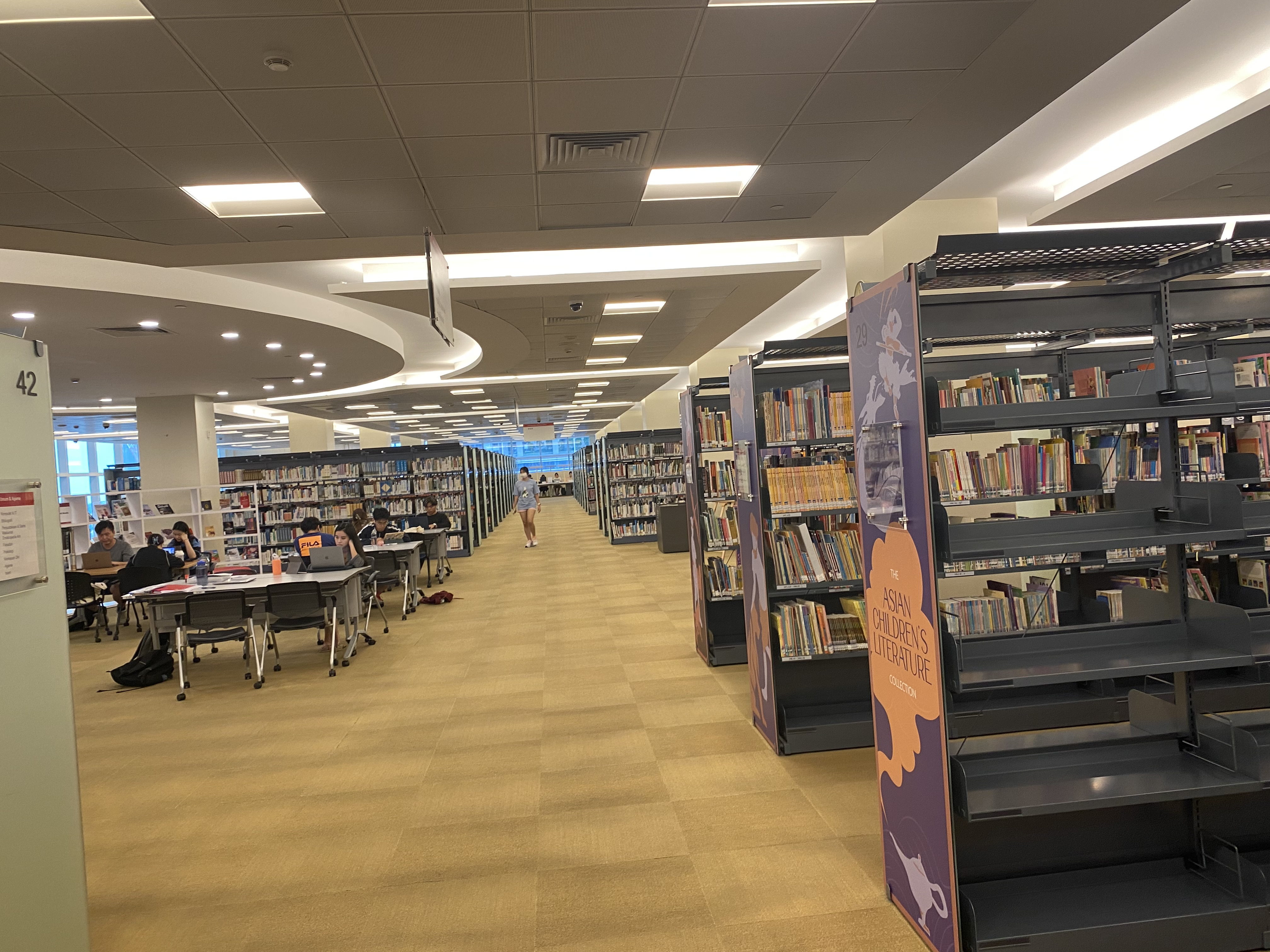
Interiér Národní knihovny

Základy knihovny vznikly v koloniální době v roce 1823, kdy vznikla jako součást univerzity Raffles Institution. Iniciátorem založení první veřejné knihovny v Singapuru byl zakladatel moderního Singapuru Thomas Stamford Raffles. Brzy se knihovna oddělila a stala se samostatnou veřejnou knihovnou. V roce 1887 se knihovna přemístila do vlastní budovy a zároveň zůstala součástí Rafflesova muzea.
Samostatnou budovu na Stamford Road získala knihovna v roce 1960 a od téhož roku nese název National Library Singapore.
Současně se silným růstem populace bylo nutno zřídit pobočky v jednotlivých částech města a na předměstích. Všechny jsou součástí Národní knihovny Singapuru.
V roce 2005 se knihovna přestěhovala do svého současného sídla, šestnáctipatrové budovy, ve které se spojily sbírky staré Národní knihovny (ústřední veřejné knihovny) se sbírkami příruční knihovny Lee Kong Chan Research Library.
Prostorné foyer je součástí ulice se světlým proskleným prostorem pokračující do další části budovy, v níž je rozlehlý prostor s kavárenskými stolky, zelení a digitální obrazovou galerií a prostorem The Memory Recorder, v němž je možné v soukromí si pořídit audio nebo video záznam. K dispozici je také dotyková obrazovka, na níž se dá psát a kreslit.
Národní knihovna má největší knihovní fond především z oblasti humanitních a společenských věd, dokumentů a literatury o Singapuru a historického fondu ze sbírky z Raffles Library.
Národní knihovnu navštíví ročně 11,5 milionu uživatelů (návštěvníků), kteří si vypůjčí více než 37,9 milionů dokumentů. Digitálních zdrojů (elektronické knihy, audioknihy, on-line zdroje) vlastnila knihovna v roce 2022 více než 1,7 miliónu. Knihovna nabízí uživatelům 15 000 různých programů. Knihovna je otevřena denně 10-21 hodin.

## Národní knihovní rada

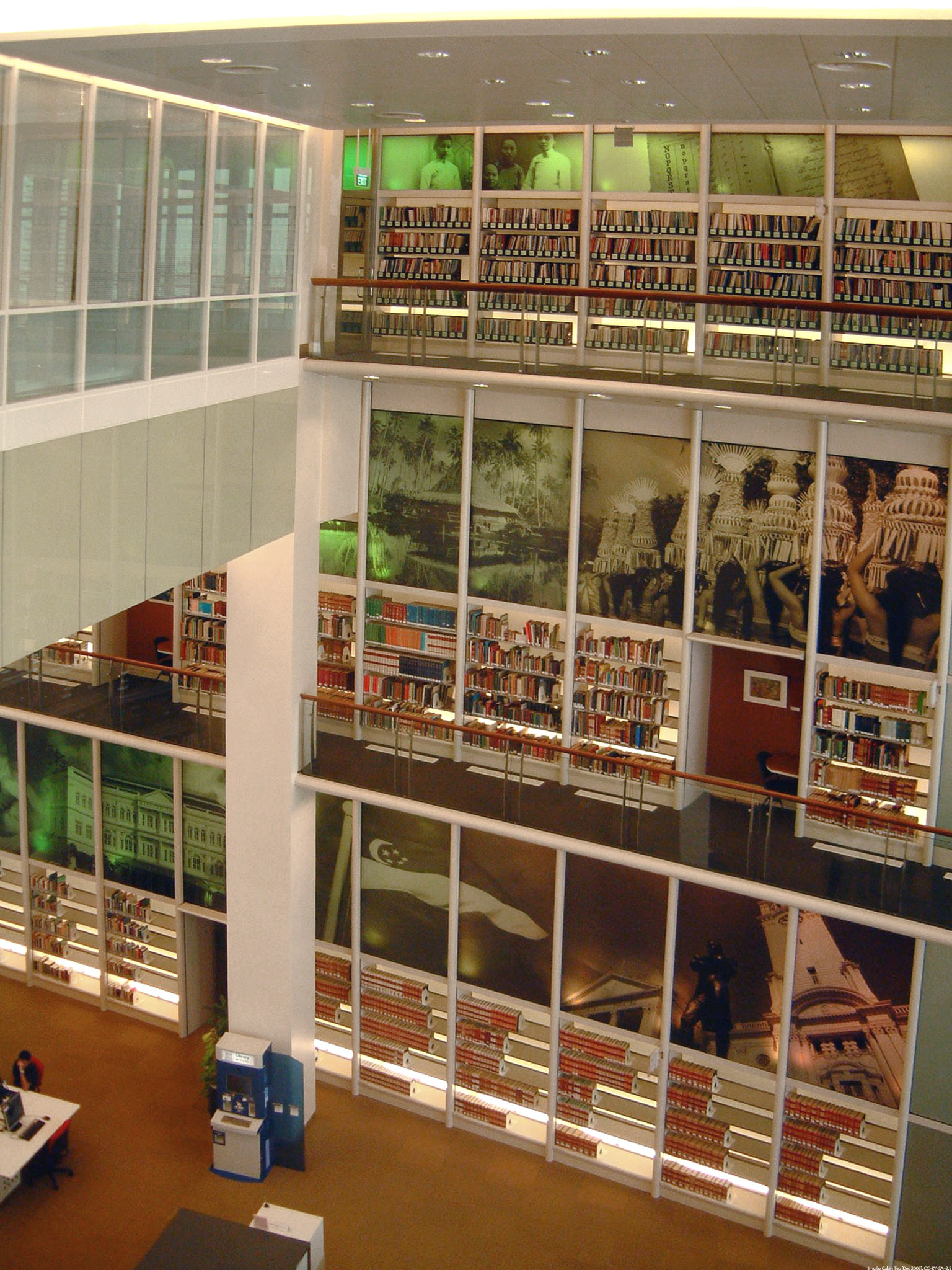
Singapurské sbírky a Sbírky Jihovýchodní Asie v Lee Kong Chian Reference Library.

Národní knihovna začala intenzivně pracovat a prudce rozvíjet s nástupem internetu po roce 1990. Tehdy ministr informací a umění George Yeo vydal pokyny pro rozvoj veřejných knihoven Knihovna 2000 (Library 2000). Cílem byl rozvoj knihoven v návaznosti na dynamický rozvoj informačních technologií. Je to soubor doporučení pro transformaci knihoven. Jedním z výstupů bylo založení poradního orgánu Národní knihovny: Národní knihovní rady, jejímž úkolem bylo mj. vytvoření základů spolupráce knihoven s podnikatelskou a komunitní sférou. Národní knihovní rada dbá o to, aby informační a technologické vybavení všech knihoven bylo trvale na nejmodernější úrovni. Knihovny veřejné, vysokoškolské (akademické) a specializované hrají významnou roli v životě obyvatel, jsou podporovány vládními politikami a strategiemi. Knihovny nejen umožňují přístup ke čtení, ale všem obyvatelům pomáhají získávat informační a čtenářskou gramotnost.
Národní knihovní rada realizovala Kampaň S. U. R.  E. propagující všem vrstvám obyvatel důležitost rozpoznávání relevantních informací. Kampaň byla zaměřena hlavně na boj s falešnými zprávami. Studenti se zapojili prostřednictvím škol, rodiče a učitelé předávali informační gramotnost mladším generacím. Široká veřejnost byla oslovena prostřednictvím sociálních sítí.
Skutečnost, že se v roce 2014 v Singapuru konal světový kongres IFLA (International Federation of Library Associations) svědčí o vysoké úrovni singapurského knihovnictví.

## Síť singapurských knihoven

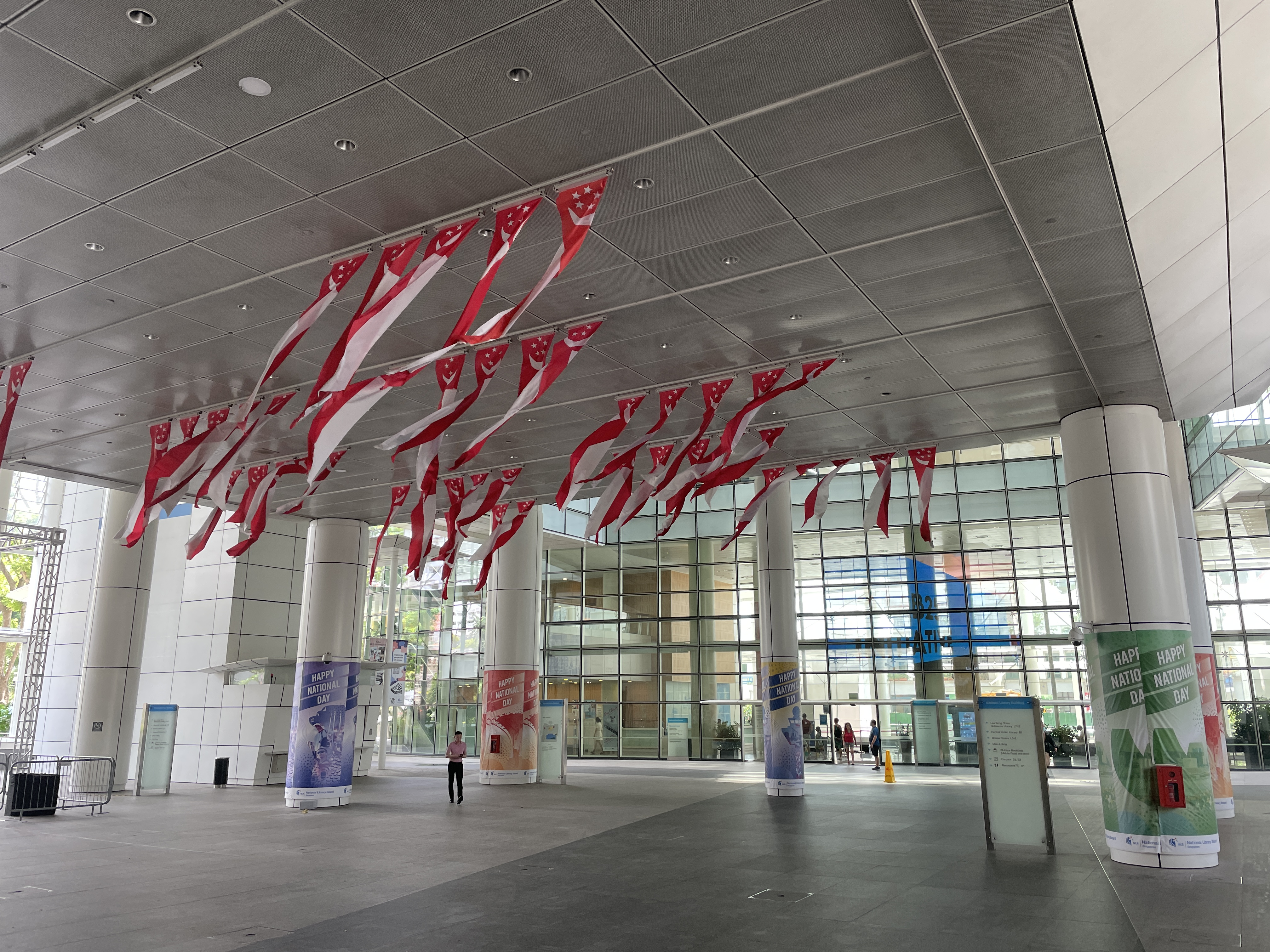
Dekorace u příležitosti Národního dne Singapuru u vstupu do knihovny

Je tvořena 38 knihovnami všech typů: Národní knihovna, Parlamentní knihovna, vysokoškolské knihovny, veřejné a další knihovny. Všechny knihovní služby jsou zdarma.

### Knihovny veřejné
Knihovny pro veřejnost jsou ve všech částech města.
Ústřední veřejná knihovna (Central Public Library) sídlí v podzemním podlaží moderní budovy Národní knihovny Singapuru. Knihovna je ve všech svých prostorách trvale využívaná, mnozí uživatelé a návštěvníci přicházejí do knihovny především relaxovat a odpočívat. Knihovna je místem bezpečným a útulným, je útočištěm před životním a pracovním shonem moderního velkoměsta.
V dynamicky se rozvíjející čínské čtvrti Chinatown je na fasádě moderního nákupního centra viditelně umístěn nápis library@chinatown. Knihovna umístěná v nejvyšším patře budovy je partnerem obchodů; uživatelé chodí do knihovny si nejen půjčovat knihy a další informační zdroje, ale chodí do ní posedět a relaxovat, což značí, že knihovna má rovnocenné postavení v konkurenci obchodů.

### Školní knihovny
Důležité jsou knihovny školní. Průzkumy dokumentují spojitost mezi čtením a akademickým (univerzitním) vzděláním a úspěchem, proto školní knihovny hrají významnou roli při podpoře čtení. Kampaň národního čtení byla zahájena v roce 2015 s cílem podpořit čtení jako národní zvyk a vybudovat "společenství čtenářů v zemi". Současně byl zdůrazněn význam školních knihoven: žáky a studenty všech stupňů a typů škol motivuje ke studiu poskytnutím dostatečného množství kvalitních knihovních fondů a dalších zdrojů a jejich prezentací, zajímavým prostředím a pomoci jim při výběru knih. Činnost školních knihoven je koordinována centrálně. Faktorem pozitivně ovlivňujícím čtenářskou kulturu je vedle kvalitního výběru knih rovněž vytváření atraktivních programů pro čtenáře a vhodný prostor pro čtení. Učitelé pověření řízením školní knihovny se celoživotně vzdělávají včetně zvyšování knihovnických znalosti. Podpora školních knihoven vedením škol je výrazná.

### Vysokoškolské, akademické adalší
Rovněž knihovny akademické a specializované hrají významnou roli v životě místních obyvatel a jsou podporovány vládní politikou a strategií. Vláda si uvědomuje důležitost investic do vzdělání obyvatel s cílem vytvořit kvalifikované pracovní síly. Investuje velké prostředky do výzkumu a vývoje, který pomáhá obyvatelům držet krok s novými technologiemi včetně dosažení konkurenčních výhod na trhu práce. Knihovny nejen umožňují přístup ke čtení, ale pomáhají akademické a vysokoškolské populaci získat informační a čtenářskou gramotnost.

## Strategický plán doroku 2025
Strategický plán singapurských knihoven do roku 2025 (The Library 2025 Plan) obsahuje dvě strategické linie:
- další rozvoj knihoven tak, aby splňovaly potřeby všech členů komunity ve všech fázích života; plánován je trvalý rozvoj veřejných knihoven dostupných všem obyvatelům Singapuru

- přetvářením knihoven na místa inspirující uživatele a návštěvníky rozmanitými způsoby. Hlavním posláním je spojovat návštěvníky různých zájmů a vytvářet kreativní komunity. Budovy a služby jsou přizpůsobeny rozmanitým formám služeb a vzdělávání uživatelům a návštěvníkům a současně zabezpečují rovnováhu mezi klidnými prostorami (s intimní atmosférou) a  ynamickými prostorami (s tvořivou atmosférou).[3]